# Чарск
Чарск, или Шар (каз. Шар) — город в Жарминском районе Абайской области Казахстана. Административный центр Шарской городской администрации. Код КАТО — 634421100.

## География
Расположен на реке Шар (приток Иртыша).

## История
Город начинался со станции на Турксибе. Назван по реке Шар. Есть легенда, что когда-то течение реки было настолько сильным, что монголы, победив найманов, проходили через реку «Шар» и река унесла 1/3 армии. Первый вариант происхождения слово «Шар» происходит от казахского жар, то есть «обрыв», второй вариант происхождения, говорит, что в древности, когда через эту местность проходил Чингисхан со своей армией, то назвал эту землю «Шар», что в переводе на русский означает «жёлтый». Интересный факт, что до сих пор окрестности города славятся необычной жёлтой покрытостью зимой и летом, так как вокруг города Шара растёт степная трава «ши».
Также название Шар упоминается в «Абай жолы». Летом 1885 года Абай принимал участие в разработке степного положения, известного в народе как «96 статей Абая», или «Шарское положение», поскольку чрезвычайный съезд «тюбе», бием которого был избран Абай, проходил на берегу реки Шар (в 70 км от Семипалатинска) в местечке Карамола. В съезде принимают участие более 100 биев из Каркаралинского, Павлодарского, Семипалатинского, Усть-Каменогорского уездов и Зайсанского приставства — представители всех родов Среднего жуза, где Абай предложил свой проект реформы обычного права, который был принят единогласно. Этот факт подтверждает Н. Я. Коншин в своей статье «Что могут дать Семипалатинские архивы для краеведения», напечатанной в XVI выпуске «Записок Семипалатинского отдела Географического Общества за 1927 год».
До 1963 — посёлок Чарский.
До 1997 года — центр Чарского района Семипалатинской области.

## Население
В 1999 году население города составляло 9482 человека (4636 мужчин и 4846 женщин). По данным переписи 2009 года в городе проживало 8156 человек (4016 мужчин и 4140 женщин).
По данным на 1 января 2019 года население города составляло 6780 человек (3397 мужчин и 3383 женщины). В 2023 году население города составляло 6539 человек.

## Образование

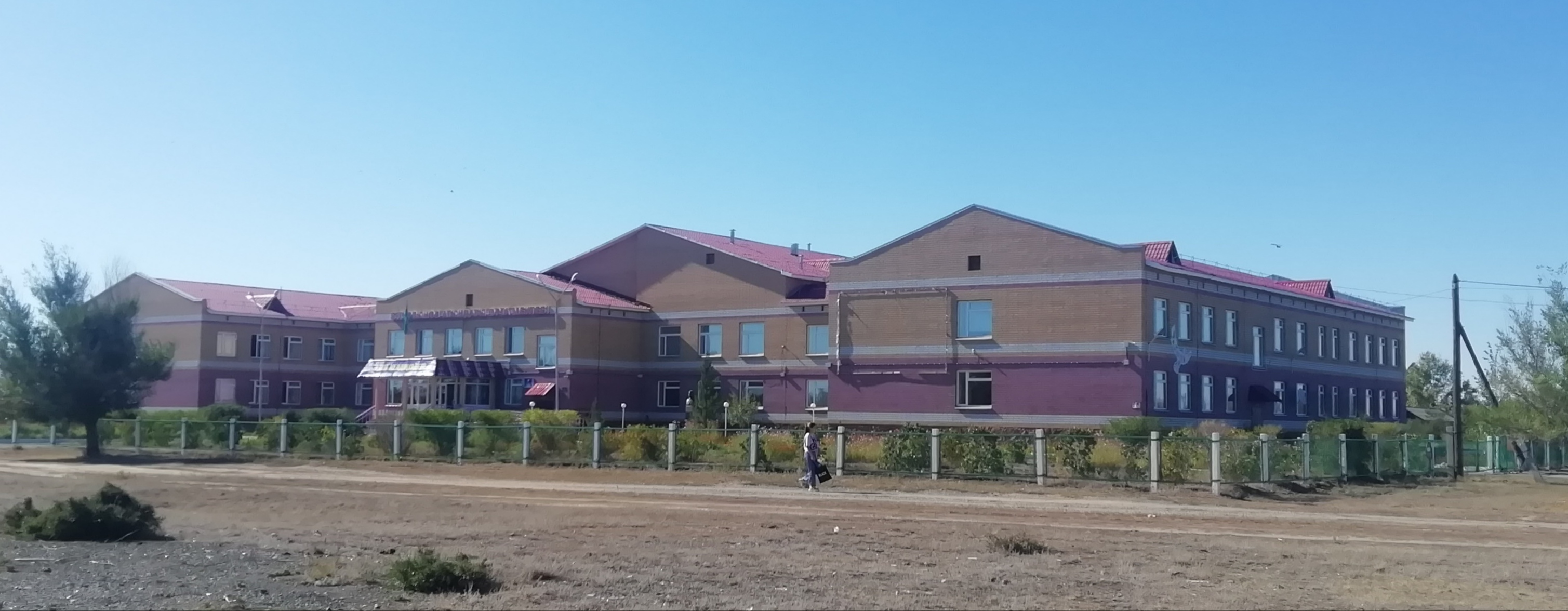
Школа имени Б. Турсынова

В городе имеется 7 образовательных учреждений: 4 школы, 1 ДЮСШ, 1 школа искусств и единственный Жарминский технологический колледж во всем Жарминском районе. Также в городе расположен детский дом. Казахские школы — № 63 (школа-интернат имени Б. Турсынова), школа имени Абая, школа имени Толеу Кобдыкова. Школа № 62 имени Петра Григорьевича Карелина — смешанная.

## Здравоохранение
Всего лечебно-профилактических учреждений — 1:
- Шарская городская больница

## Телекоммуникации
На сегодняшний день в городе услуги телефонии и связи предоставляют компании АО «Казахтелеком» и ТОО «Семей ТрансТелеком». Услуги передачи данных предоставляет компания АО «Казахтелеком» под брендом «MegaLine».
В городе работают все операторы сотовой связи в стандартах 4G/3G/2G: АО «Kcell/activ»; «Beeline KZ»; «Tele2»; АО «Altel». Все операторы предоставляют пользователям услуги связи в стандартах LTE/WCDMA/GSM. Зона покрытия сети полностью охватывает город.

## СМИ
До июля 2016 года выпускалась местная газета под названием «Шар тынысы». На территории города транслируются телеканалы: «Хабар», «24kz», «Евразия», «Қазақстан». В городе вещают 2 радиоканала — «Қазақ Радиосы» (101.0 МГц) и «Шалқар» (103.20 МГц).

## Памятники

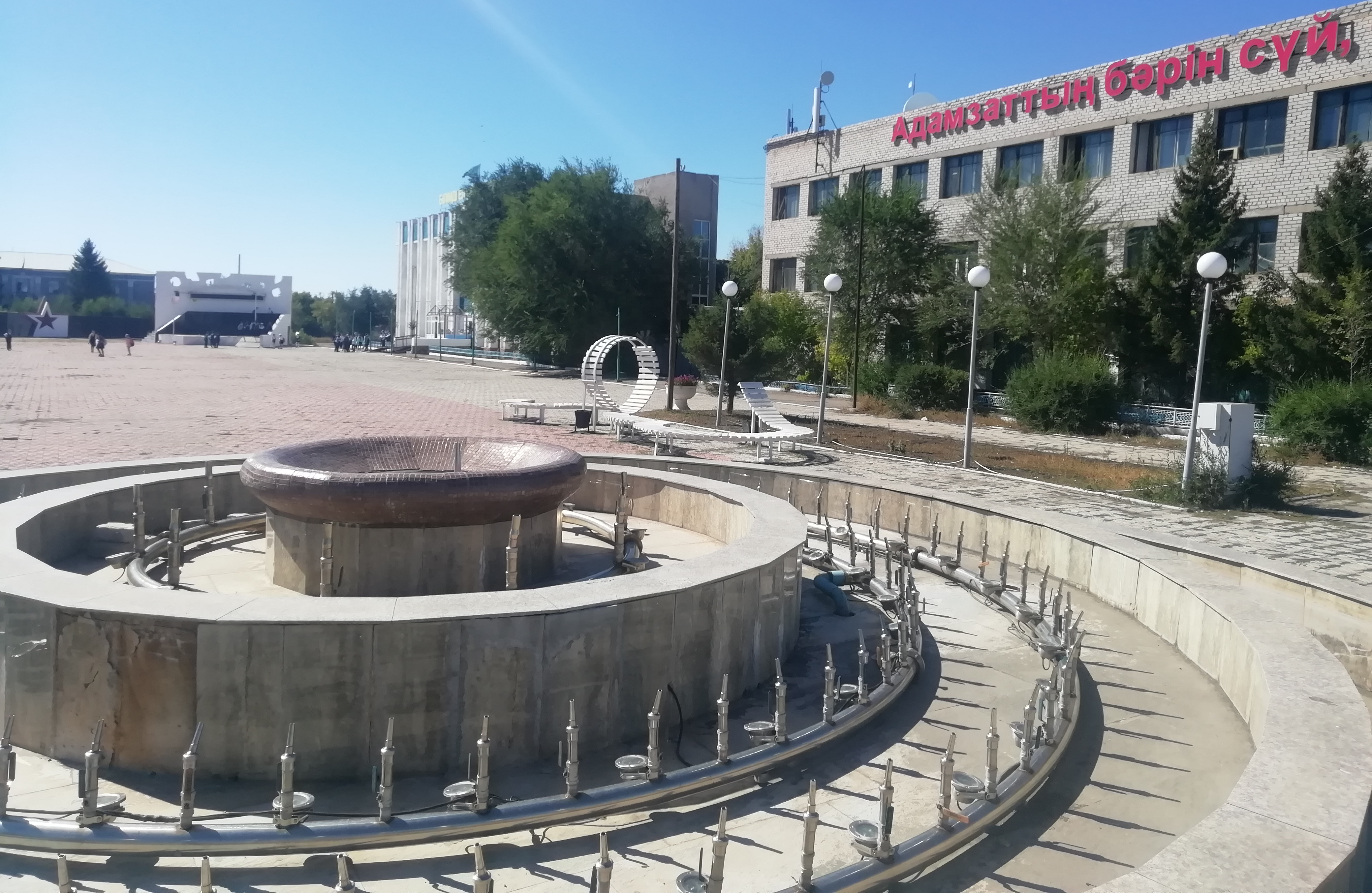
Городская площадь

Чарский Дом культуры

- Аллея Славы. Открыта в 2015 году на городской площади к юбилею Победы. Композиция включает гранитная пластина с высеченными фамилиями Героев Советского Союза, а также две мраморные стелы, на которых увековечены имена солдат, призванных на Великую Отечественную войну.
- Памятник народному акыну Толеу Кобдыкову. Расположен в средней школе им. Т. Кобдыкова.
- Памятник железнодорожникам Турксиба (Туркестано-Сибирская магистраль).
- Памятник народному акыну Абаю Кунанбаеву. Расположен перед Домом культуры.

## Парки

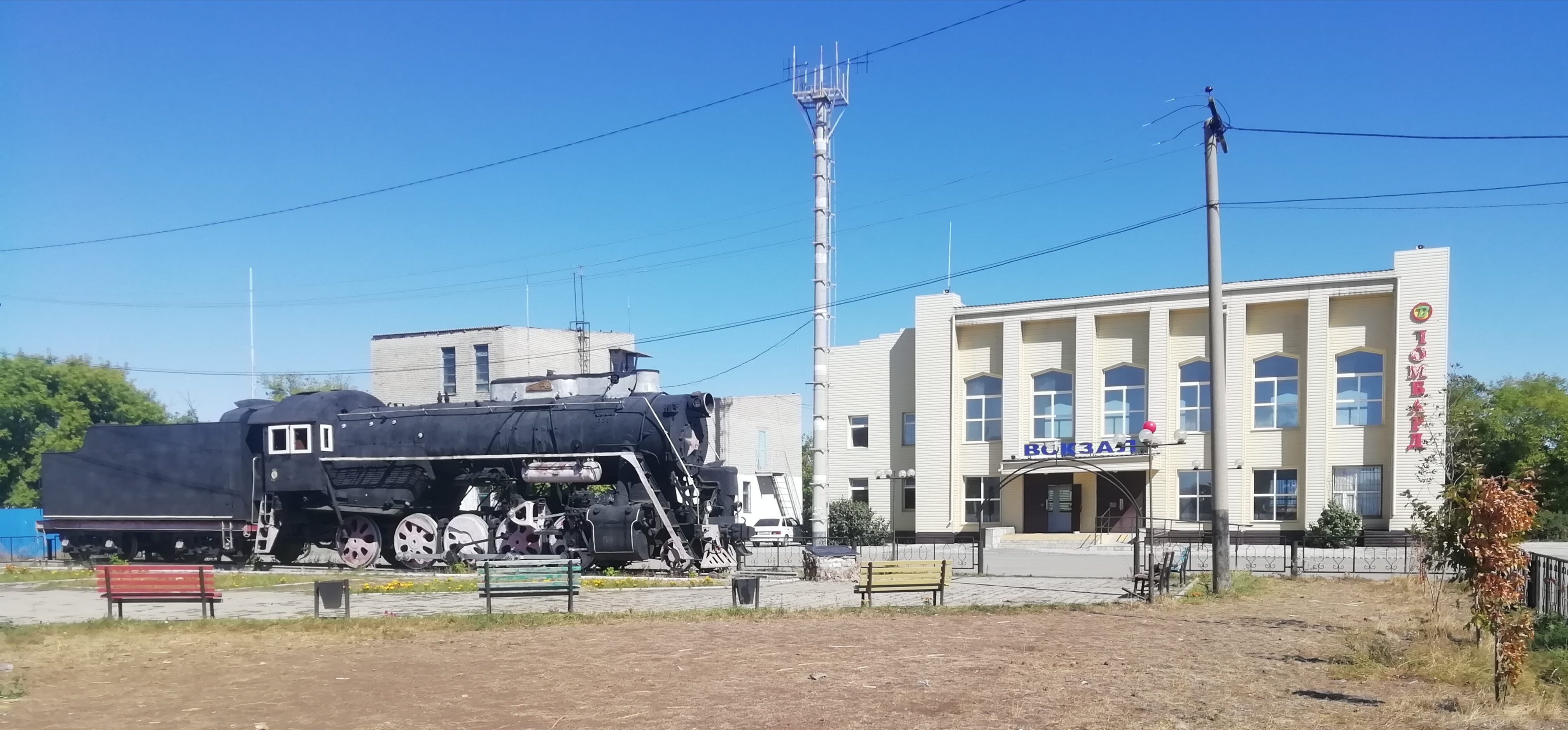
Вокзал и поезд-памятник

- Аллея железнодорожников — расположена по улице Тауелсыздык, рядом с железнодорожным вокзалом.
- Малая аллея рядом со школой Т.Кобдыкова.

## Религия
- Центральная мечеть города Шара, суннитского толка
- Шанхайская мечеть (народное название), суннитского толка
- Региональное руководство Римско-Католической Церкви в Восточном Казахстане, собор Архангела Михаила[6]

## Туризм и отдых
- Шарское водохранилище расположено в 60 км от города, рядом с селом Калбатау.
- Горы Делбегетей расположены в 50 км от города.
- Река Шар

## Транспорт
В городе расположена крупная железнодорожная станция Шар на узле магистрали Турксиб и линии Шар-Защита (построена в 2009 году). Имеется железнодорожное сообщение по направлениям: Семей—Кызылорда, Алма-Ата—Защита, Алма-Ата—Усть-Каменогорск, Семей—Караганда (через ст. Актогай), Алма-Ата—Павлодар, Новосибирск—Алма-Ата, Новокузнецк—Бишкек, Ташкент—Новосибирск.
К востоку неподалёку от города проходит трасса М38.

## Экономика
Имеется предприятие железнодорожного транспорта «Шарское локомотиворемонтное депо» филиал ТОО «Камкор Локомотив», ТОО «ТЕМІРЖОЛ ЖӨНДЕУ» — «ПМС ШАР», филиал АО «Досжан темір жолы», галантерейная фабрика «Сания», цементный завод ТОО «Шарцем».